# Уэст-Кост (Новая Зеландия)
Уэст-Кост (англ. West Coast, в переводе — «западное побережье») — один из регионов Новой Зеландии. Административный центр и крупнейший город — Греймут.

## География
Уэст-Кост вытянулся узкой полосой вдоль западного побережья Южного острова Новой Зеландии, на севере граничит с регионом Тасман, на западе — с регионами Кентербери и Отаго, на юге — с регионом Саутленд. Западное побережье омывается водами Тасманового моря, на востоке тянется горный хребет Южных Альп. Площадь региона — 23 336 км². Преобладающий ландшафт — буш.

## Административное деление
Регион состоит из 3 округов: округ Буллер, округ Грей и округ Уэстленд.

## Демография
Население на 2013 год оценивалось в 32 148 человек, что делает Уэст-Кост самым малонаселённым регионом Новой Зеландии. Крупнейшими населёнными пунктами региона являются Греймут (13 221 чел.), Хокитика (4500 чел.) и Уэстпорт (3783 чел.).